# Lisa Buschmann
Lisa Buschmann (* 21. Dezember 1981 in Traunstein als Lisa Heckl) ist eine deutsche Moderatorin und Reporterin.

## Leben und Wirken
Lisa Buschmann kommt aus Saaldorf-Surheim. Als Kind und Jugendliche tanzte sie Ballett, Jazz und Modern und hatte zahlreiche Show-Auftritte, unter anderem eine Ballett-Tournee durch die Volksrepublik China 2001 mit dem Salzburger Mozarteumorchester. Zudem ist sie musikalisch tätig; so erhielt sie Klavier-, Gitarren- und Gesangsunterricht und besuchte Workshops an der Stage School of Music und der August Everding Stiftung im Bereich Musical. Während des Studiums verbrachte sie lange Zeit in den Vereinigten Staaten. Nach ihrem Abitur ging sie nach München und studierte an der Ludwig-Maximilians-Universität Englische Literatur, Neuere Deutsche Literatur, Politologie und Ethnologie. Das Studium schloss sie als Magister Artium ab.
Parallel zum Studium arbeitete Buschmann bereits bei einer Produktionsfirma als Moderatorin, Redakteurin und Kamerafrau. Ihre journalistische Ausbildung erfolgte unter anderem beim Hörfunksender zur Aus- und Fortbildung M94.5 unter der Leitung von Wolfgang Sabisch. Nach einer Hospitanz bei Antenne Bayern begann sie die Arbeit bei Sky. Dort war sie zunächst Redakteurin im Online-Ressort und später als Moderatorin und Reporterin bei der German Beach Tour, den Wimbledon Championships, der Sendung Samstag Live! und der UEFA Champions League im Einsatz. Seit 2015 moderiert sie für Magenta Sport bei den Übertragungen der Basketball-Bundesliga. Im Sommer 2016 begleitete sie im Auftrag des DFB die Fußball-EM in Frankreich als Moderatorin und Reporterin.
Lisa Buschmann ist mit ihrem Kollegen Frank Buschmann verheiratet.